# Palisa-Wolf-Sternatlas
Der Palisa-Wolf-Sternatlas ist ein 1900 erschienenes bzw. bis 1931 herausgegebenen Kartenwerk, das in 210 großmaßstäbigen Blättern den ganzen in Europa sichtbaren Sternhimmel darstellt.
Er wurde auf Anregung des Wiener Astronomen Johann Palisa (1848–1925) zusammen mit dessen jüngerem Heidelberger Kollegen Max Wolf herausgegeben, um die Entdeckung und Bahnverfolgung von neuen Asteroiden zu erleichtern. Palisa hatte damals bereits etwa 100 dieser Kleinplaneten durch visuelle Beobachtung am Großen Refraktor der Universitätssternwarte Wien entdeckt, während Wolf kurz zuvor als erster Forscher begann, für diesen Zweck auf der neuen Landessternwarte Heidelberg-Königstuhl die Astrofotografie einzusetzen.

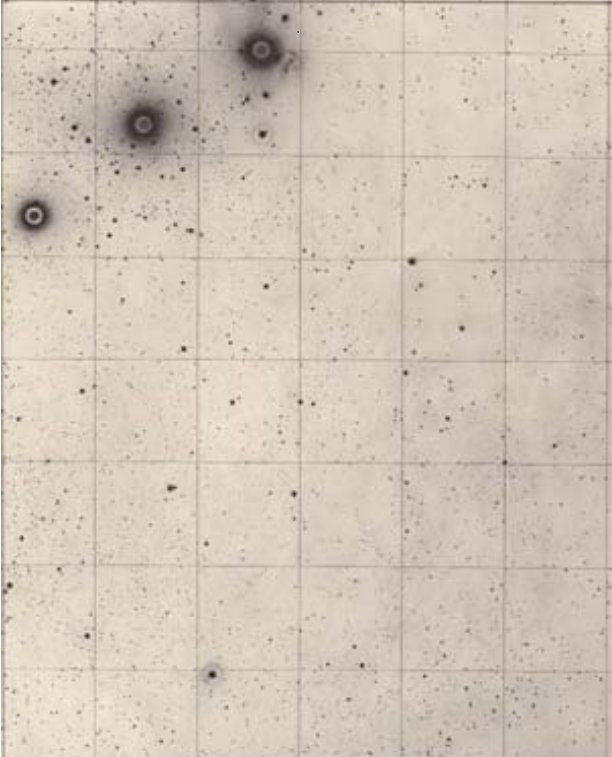
Palisa-Wolf-Sternatlas, Blatt Orion-Südwest

Die 210 Sternkarten im Format 11 mal 9 Zoll wurden in Heidelberg aufgenommen und in einen systematischen Blattschnitt nach Himmelskoordinaten gebracht.
Palisa ging es nicht nur darum, die Entdeckung der vielen zu erwartenden Kleinplaneten zu erleichtern, sondern auch um die Möglichkeit, "verloren gegangene" Asteroiden wieder zu finden und dadurch ihre Bahnen präziser zu bestimmen. So wurde der Sternatlas für einige Jahrzehnte zum wichtigen Werkzeug der Planetoidenforscher.
Bemerkenswert an diesem Werk ist auch, dass sich zwei in ihrem Forschungsgebiet konkurrierende Astronomen zur Kooperation entscheiden konnten. Der "Fotopionier" Wolf überflügelte Palisa in der Zahl der entdeckten Asteroiden (123 bzw. über 200) schon im folgenden Jahrzehnt, weil sich diese Kleinkörper auf den Himmelsaufnahmen rasch durch eine kurze Strichspur verrieten, während sie Palisa am Teleskop durch Vergleich mit der Sternkarte auffinden musste.